# Коњи (Шер)
Коњи (фр. Cogny) насеље је и општина у централној Француској у региону Центар (регион), у департману Шер која припада префектури Сент Аман Монрон.
По подацима из 2011. године у општини је живело 39 становника, а густина насељености је износила 2,34 становника/km². Општина се простире на површини од 16,69 km². Налази се на средњој надморској висини од 197 метара (максималној 236 m, а минималној 163 m).

## Демографија
| 1962. | 1968. | 1975. | 1982. | 1990. | 1999. | 2011. |
| ----- | ----- | ----- | ----- | ----- | ----- | ----- |
| 72    | 75    | 60    | 40    | 36    | 40    | 39    |

График промене броја становника у току последњих година